# 独立选举政治组织委员会
独立选举政治组织委员会（西班牙語：Comité de Organización Política Electoral Independiente，缩写为Copei），又称COPEI基督教社会党、基督教社会党或绿党（因其标志为绿色），是委內瑞拉的一个基督教民主主義政黨 ，該黨成立於1946年，創始人是拉斐爾·卡爾德拉。 委內瑞拉兩位總統拉斐爾·卡爾德拉和路易斯·埃雷拉·坎平斯是該黨黨員。进入21世纪后，该党也是反對烏戈·查維茲政府的反对党。